# Ásty

Este mapa mostra os limites aproximados das três regiões estabelecidas por Clístenes.

ásty ou astu (em grego clássico: ἄστυ, pronúncia: [ásty]) é o termo geralmente utilizado para indicar a parte inferior da polis da Grécia antiga, onde residiam as classes sociais mais baixas (artesãos e comerciantes).
A ásty ficava em frente à acrópole, a parte mais alta protegida por muralhas, centro religioso e administrativo da cidade. De facto, se inicialmente as pólis gregas estavam estruturadas sob a forma de "cidades-acrópole" — isto é, organizadas inteiramente dentro de áreas elevadas acima do território circundante — a partir de determinado momento estes centros habitados começaram a expandir-se até ao sopé das suas respectivas colinas. A ásty era, portanto, o verdadeiro coração da polis, onde o povo exercia a sua vida quotidiana: no centro estava, de facto, a ágora, a praça principal onde se realizava o mercado; mais distante, existia a chora, o território que circundava a pólis, onde as terras eram cultivadas.
"Ásty" era também o nome da região mais urbanizada da Ática, ou seja, os arredores de Atenas, embora estas fossem normalmente zonas rurais. Após a reforma de Clístenes cada uma das dez tribos recebeu uma trittya de Mesogea, uma de Paralia e uma de ásty.
Na época clássica, os dez trittys do ásty compreendiam cerca de 42 demos, que forneciam cerca de 130 dos 500 boulai.